# Vandenboschia woroschilowii
Vandenboschia woroschilowii là một loài dương xỉ trong họ Hymenophyllaceae. Loài này được Neczajev & M.V. Novikova mô tả khoa học đầu tiên..
Danh pháp khoa học của loài này chưa được làm sáng tỏ. 